# Катушка (тара)

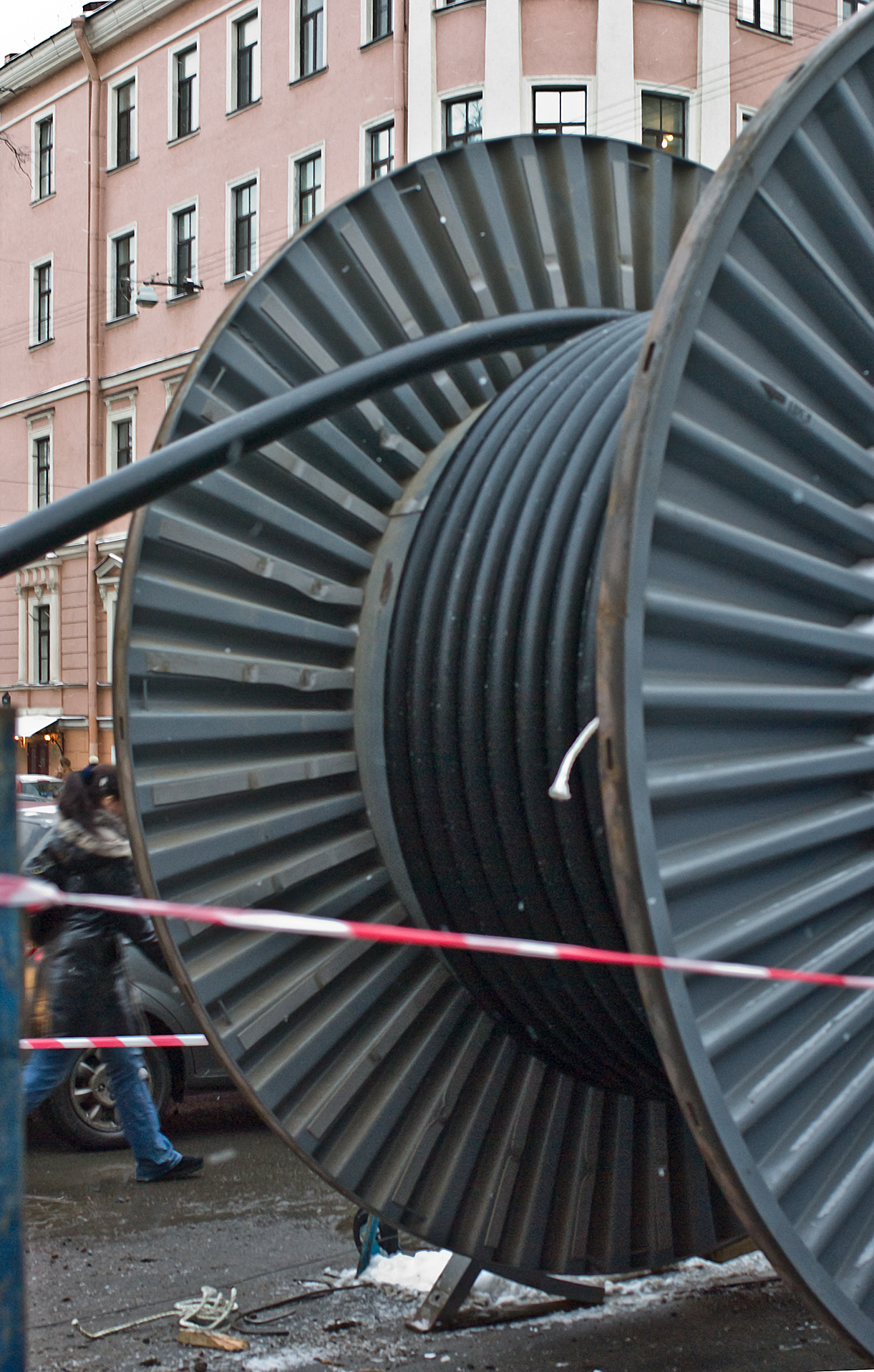
Трёхметровая катушка с силовым кабелем для подземной прокладки

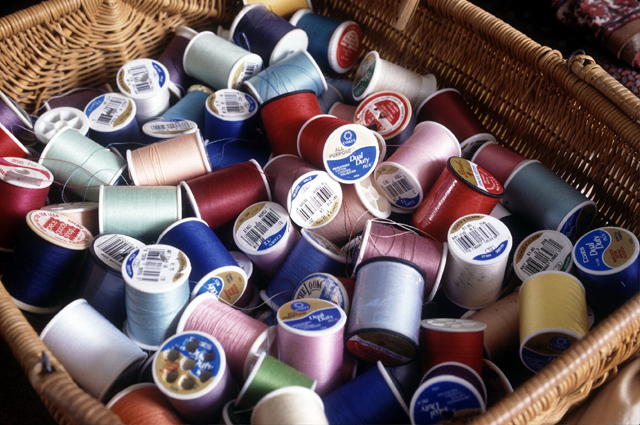
Катушки с разноцветными нитками

Катушка — тара для хранения ниток, полос бумаги, проволоки, струн и других протяжённых предметов.
Катушка представляет собой ось, на концах которых находятся ограничители (обычно в форме достаточно плоского цилиндра или в форме усечённого конуса, основание которого обращено наружу, а высота существенно меньше диаметра), при этом плоскость основания ограничителя обычно перпендикулярна оси.
Катушки применяются как для бытовых, так и для промышленных целей.

## Промышленные катушки
Катушки для силовых и многожильных телекоммуникационных проводов бывают большого размера — до 3—5 метров в диаметре.

Катушки для хранения проводов и кабелей в зависимости от модели могут оснащаться устройствами для разматывания, креплениями и ножками, раскрывающимися во время использования. Обычная катушка для Ethernet кабеля 5-й категории обычно содержит от 305 до 1250 метров кабеля. Для удобства хранения и транспортировки часто упаковываются в квадратную тару, иногда с механизмом размотки внутри коробки англ. Reel-in-Box (в этом случае в ходе нормальной эксплуатации катушка не достаётся из коробки).